# Phasis nigricans
Phasis nigricans är en fjärilsart som beskrevs av Aurivillius 1924. Phasis nigricans ingår i släktet Phasis och familjen juvelvingar. Inga underarter finns listade i Catalogue of Life.